# Universidad Libre de Bruselas
La Universidad Libre de Bruselas (ULB) es una universidad belga francófona. Esta institución, creada en 1834, cuenta con seis premios Nobel y dos medallas Fields y es una de las universidades belgas más reconocidas, además de ser bastante cosmopolita, con un 29% de estudiantes extranjeros.

## Origen
La ULB se fundó 1834, pero en 1970 tras la división de la Universidad Libre el 1 de octubre de 1969 sin ser esta oficial, debido a las tensiones internas entre los estudiantes francófonos y neerlandófonos llegando a su punto álgido ese mismo año, creando así las dos instituciones sucesoras: la Universidad Libre de Bruselas (ULB), de habla francesa, y la Universidad Libre de Bruselas (VUB), de habla holandesa. La división se hizo oficial mediante la ley de 28 de mayo de 1970, que creó la ULB y la VUB como entidades jurídicas distintas. La ULB conservó gran parte de la infraestructura universitaria existente, mientras que la VUB inició la construcción de un nuevo campus en las cercanías.

## Situación actual
Parada de Delta para los campus de Solbosch e Ixelles y parada de Erasme para el campus de Anderlecht.
La universidad está implantada en tres campus: el de Solbosch y el de la Plaine en Ixelles y el de Erasme en Anderlecht. El principal es el de Solbosch, que acoge la administración central y la mayor parte de las facultades. El de la Plaine acoge la Facultad de Ciencias y el Instituto de Farmacia. La Facultad de Medicina y el Hospital Universitario Erasme están instalados en el campus de Anderlecht.
La ULB es totalmente independiente de la Vrije Universiteit Brussel (VUB), aunque sus nombres sean equivalentes en flamenco y francés.

## Investigación
La Universidad Libre de Bruselas tiene un enfoque interdisciplinario a la investigación. En su seno ella acoge a alrededor de 2000 estudiantes doctorales y 3600 investigadores y conferenciarios. Los investigadores de la Universidad Libre de Bruselas se concentran alrededor de diferentes temáticas tales que las ciencias exactas, ciencias de la vida y ciencias humanas en distintos ámbitos.
Los proyectos de estos investigadores son financiados a través de diferentes subvenciones que vienen de la Unión Europea (Consejo Europeo de Investigación), el Estado Belga, el Fondo Nacional para la Investigación Científica , la Comunidad Francesa de Bélgica, la Región de Bruselas-Capital, la Región Valona, o una de las dos fundaciones dedicadas a la investigación en la ULB; la Fundación ULB y los Fondos Erasme.

## Alumnos y profesores célebres
- Pedro Sánchez: presidente del Gobierno de España
- Amir Abbás Hoveydá: primer ministro de Irán, ejecutado
- Jorge Matte: Médico, endocrinólogo
- Janaina Tewaney, (2019): Abogada, Ministra de Gobierno de Panamá

## Premios

### Premios Nobel
Ha habido seis profesores y alumnos galardonados con el Premio Nobel:
- Albert Claude (1899 – 1983): medicina, en 1974.
- Ilya Prigogine (1917 – 2003): química, en 1977.
- François Englert (1932): física, en 2013.
- Denis Mukwege (1955): paz, en 2018.

### Premios Francqui
Otorgados anualmente, desde 1933, por la Fundación Francqui Stichting a un joven científico belga, por haber contribuido a aumentar el prestigio de Bélgica. Algunos galardonados son:
- Éric Remacle
- Paul Magnette
- Marc Henneaux
- Marc Parmentier
- Mathias Dewatripont
- Étienne Pays
- Gilbert Vassart
- Jacques Urbain
- Marc Wilmet
- François Englert
- Pierre Gaspard
- Bram De Rock
- Pierre Vanderhaeghen

### Medallas Fields
La Medalla Fields es el equivalente al premio Nobel de las matemáticas.
- Pierre Deligne, 1978
- Jean Bourgain, 1994

### Premio Abel
El Premio Abel es una recompensa en el dominio de las matemáticas otorgado anualmente por la Academia Noruega de ciencias y letras.
- Jacques Tits, 2008
- Pierre Deligne, 2013